# Yoshihiko Ikegami
Yoshihiko Ikegami (jap. 池上 嘉彦, Ikegami Yoshihiko; * 6. Februar 1934) ist ein japanischer Sprach- und Literaturwissenschaftler.
Ikegami studierte Englisch an der Universität Tokio und Linguistik an der Yale University, wo er den Doktorgrad erlangte. Ab 1963 unterrichtete er am Fremdspracheninstitut der Universität Tokio. Als Stipendiat der Alexander von Humboldt-Stiftung besuchte er von 1974 bis 1976 das Seminar für allgemeine und vergleichende Sprachwissenschaft der Universität Hamburg. In deutscher Sprache erschien 2007 seine Schrift Sprachwissenschaft des Tuns und des Werdens.

## Schriften
- Middle English DIGHT: a structural study in the obdolescence of words, 1964
- Eishi no Bumpo, 1967
- The semological structure of the English verbs of motion, 1970
- Noah Webster's grammar: traditions and innovations, 1972
- Imiron, 1975
- The Empire of signs: Semiotic essays on Japanese culture